# Ляпинське князівство
Ляпинське князівство — ханти-мансійське політичне феодальне об'єднання на Північному Уралі (Югорській землі). Було васалом Тюменського, потім Сибірського ханств. Тривалий час боролося проти зазіхань Московської держави.

## Історія
Столицею князівства вважався містечко Лопинг-Уш (російською — Ляпин), в центрі якого стояв двохметровий ідол Нонт-Торума (бог війни). Поступово перейшло від родинного об'єднання до протодержави.
Консолідації хантів та їх союзників ненців було зумовлено небезпекою з боку Новгородської республіки. Перший відомий конфлікт відбувся у 1364 році, коли новгородські воєводи Олександр Абакумович і Степан Ляпа пройшли до низин Обі. Вже на початку XV ст. Ляпинське князівство все більше стало походити на державу. При цьому зуміло зберегти власну незалежність, для зміцнення якої обдорськими володарями було укладено союз з Обдорським князівством. В цей період основним ворогом обдорських хантів було агресивне Кодське князівство. Ляпинське князівство постійно страждало від набігів кодичів.
У 1470-х роках формально визнало владу Тюменського ханства. У 1480-х роках Ляпинське князівство допомагало іншим Югорським князівствам боротися проти зазіхань Великого Князівства Московського. У 1484 році формально визнало владу великого князівства Московського. Проте вже у 1496 році змушено було підкоритися та сплачувати ясак Іскерському юрту. Проте в цей період князівство все більш набирало ваги серед югорських держав. Було сформовано Ляпинську конфедерацію.
У 1499 році вступило в союз із сусідніми князівствами проти наступу московських воєвод Семена Курбського, Петра Ушатого та Василя Бражника Гаврилова на чолі 4 тис. вояків. Війська ляпинців зазнали поразки, їх столицю було захоплено, тому вимушені були знову визнати владу Московії. Але після відходу московитів ляпинські князі повернули собі свободу дій. Втім було втрачено вплив на Сосьвінське князівство.
З цього моменту тривалий час єдиним ворогом залишалося Кодське князівство, вояки якого продовжували напади на ляпинські господарства. У 1563 році задля позбавлення від цієї загрози Ляпинське князівство визнало зверхність Кучума, володаря Сибірського ханства.
У 1583 році після поразки Кучума від козаків Єрмака ляпинці спочатку коливалися на чий бік пристати. Навесні 1586 року під враженням від вдалих військових дій московського воєводи Івана Мансурова, правитель Ляпинського князівства Лугуй добровільно визнав владу Московського царства. Він першим з югорських князів особисто прибув до Москви до царя Федора I з висловленням своєї покірності і проханням не чіпати його містечок. За цей Лугуй зобов'язувався платити щорічну данину 250 шкірок соболів на рік. Після визначення розміру ясака князь отримав грамоту, яка підтверджувала його гідність та статус.
В подальшому ляпинський князь надавав харчі та іншу допомогу московським воєводам. Проте у 1593 році на ляпинське містечко Сугмут-Вош було перетворено на Березовський остріг (сучасний Березов). У 1594 році увійшло до складу Березовського повіту та підкорялося місцевому воєводі.
У 1607 році ляпинський князь Шатров Лугуєв разом з князем Василем Обдорським повстав проти московського панівництва. Вони на чолі із 2 тис. вояків намагалися захопити Березовський остріг, але невдало. після цього зазнало поразки від кодських загонів на чолі із Онжею Юр'євим. Шатров Лугуєв потрапив у полон й був повішений. Після загибелі Шатрова Ляпинське князівство розпалося на декілька. Найзначущим з них було Куноватське князівство, де з кінця XVII ст. керували (як намісники московські) представники однієї з гілок роду Лугуя — князі Артанзеєви. Останні постійно вступали в союз з ободритськими князями. Найвідомішим був союз куноватського князя Гори Данилова з обдорянином Моліком Мамруковим. Проте вже напочатку XVIII ст. з переходом до християнства князя Семена Артанзеєва виник конфлікт з ободритським князем Тайши Гиндіним.

## Географія
Знаходилася в області північно-західного Приоб'я. Розташовувалося по річкам Куноват, Ляпін, Синь і Північна Сосьва. На півночі мало кордон з Обдорським князівством, заході — Московською державою, південному заході — Сосьвінським князівством, південному сході — Казимським князівством та ненецькими племенами.

## Економіка
Тут розташовувалося значна кількість містечок, з яких найзначущими були Лопинг-Уш, Кун-аут-ваш, Ілчма, Мунком, Юїл(Сек-телек-уш), Сугмут-вош. В них знаходилися склади, куди звозився ясак від залежного населення. Головними статтями доходу була продаж хутра цінних тварин, риболовля. Мешканці Ляпинського князівства також займалися скотарством, збиранням ягід та цілющих трав.

## Населення
На території Ляпинского князівства жили ханти, а потім мансі, які переселилися з-за Уралу. Згодом, уже в колоніальний період, по річкам Сосьва і Ляпін мансі частиною асимілювали хантів, частину витіснили на схід. Деякі дослідники вважають, що цей процес завершився до XVII ст., інші — у 1-й пол. XVIII століття, що є ймовірнішим.